# 2022 aux Philippines
Cet article présente les faits marquants de l'année 2022 aux Philippines.

## Évènements
- 2 mai : un incendie détruit 80 maisons à Quezon City, tuant huit personnes, dont six enfants[1].
- 9 mai : élection présidentielle, élections législatives et élections sénatoriales, Ferdinand Marcos Jr. est élu président.
- 27 juillet : un tremblement de terre de magnitude 7,0 frappe la province d'Abra (île de Luçon), tuant au moins cinq personnes et en blessant au moins 150 autres[2].
- 31 octobre : le bilan des inondations et des glissements de terrain causés par la tempête tropicale Nalgae (Paeng) principalement à Bangsamoro, passe à 98 morts et au moins 63 autres sont portés disparus[3].